# Josef Pelant
Podplukovník Josef Pelant (25. května 1906 Loukov – 10. dubna 1945 Koncentrační tábor Mauthausen) byl československým důstojníkem, odbojářem z období druhé světové války a obětí nacismu.

## Život

### Před druhou světovou válkou
Josef Pelant se narodil 25. května 1906 v Loukově nedaleko Mnichova Hradiště, kde s matkou Marií Pelantovou prožil i své dětství. Studoval na turnovském gymnáziu, kde v roce 1925 maturoval. Vstoupil do československé armády a mezi lety 1925 a 1927 studoval na vojenské akademii v Hranicích. Do roku 1938 sloužil u dělostřeleckého pluku 4 v Josefově, poté přešel zpět na hranickou vojenskou akademii, kde se stal pedagogem. V témže roce se oženil s Emilií Pozdíkovou, kvůli které přestoupil do Církve československé husitské. Dosáhl hodnosti štábního kapitána.

### Druhá světová válka
Po německé okupaci a rozpuštění československé armády v roce 1939 nastoupil Josef Pelant v prosinci téhož roku do zaměstnání v uherskobrodském muzeu. Do Uherského Brodu se následně s manželkou přestěhoval, zde se páru narodili dva synové Jiří (1941-2020) a Ivan (*1944). Vstoupil do protinacistického odboje v řadách Obrany národa. V muzeu zastával Josef Pelant funkci dopisovatele Památkového úřadu v Brně, což mu umožnilo volný pohyb po okrese, díky kterému pro Obranu národa terénně pracovat. Během roku 1944 se stal spolupracovníkem výsadku Clay, mj. zorganizoval schůzku Františka Měšťana, který byl v kontaktu s jeho velitelem Antonínem Bartošem, se slovenským generálem Ferdinandem Čatlošem. Do okruhu spolupracovníků výsadku pronikli konfidenti gestapa a dne 10. února 1945 byl Josef Pelant zatčen. Byl převezen do koncentračního tábora Mauthausen, kde byl během 10. dubna 1945 popraven.

## Posmrtná ocenění
- Dne 5. června 1946 byl Josefu Pelantovi udělen in memoriam Československý válečný kříž 1939[5]
- Dne 21. října 1947 byl Josef Pelant in memoriam povýšen do hodnosti podplukovníka

## Rodina
Synem Josefa Pelanta je fyzik, autor odborné literatury a emeritní vysokoškolský pedagog prof. RNDr. Ivan Pelant, DrSc.